# Missen (Missen-Wilhams)
Missen (mundartlich: Misə, ds Misə) ist ein Gemeindeteil der Gemeinde Missen-Wilhams im bayerisch-schwäbischen Landkreis Oberallgäu.

## Geographie
Das Pfarrdorf liegt im Missener Tal und ist Hauptort der Gemeinde Missen-Wilhams. Nördlich von Missen befindet sich der Hauchenberg. Westlich des Orts beginnt die Untere Argen.

## Ortsname
Der Ortsname stammt vom althochdeutschen Wort mussa für Sumpf, Moos und somit bedeutet der Ortsname (Siedlung) bei den Sümpfen.

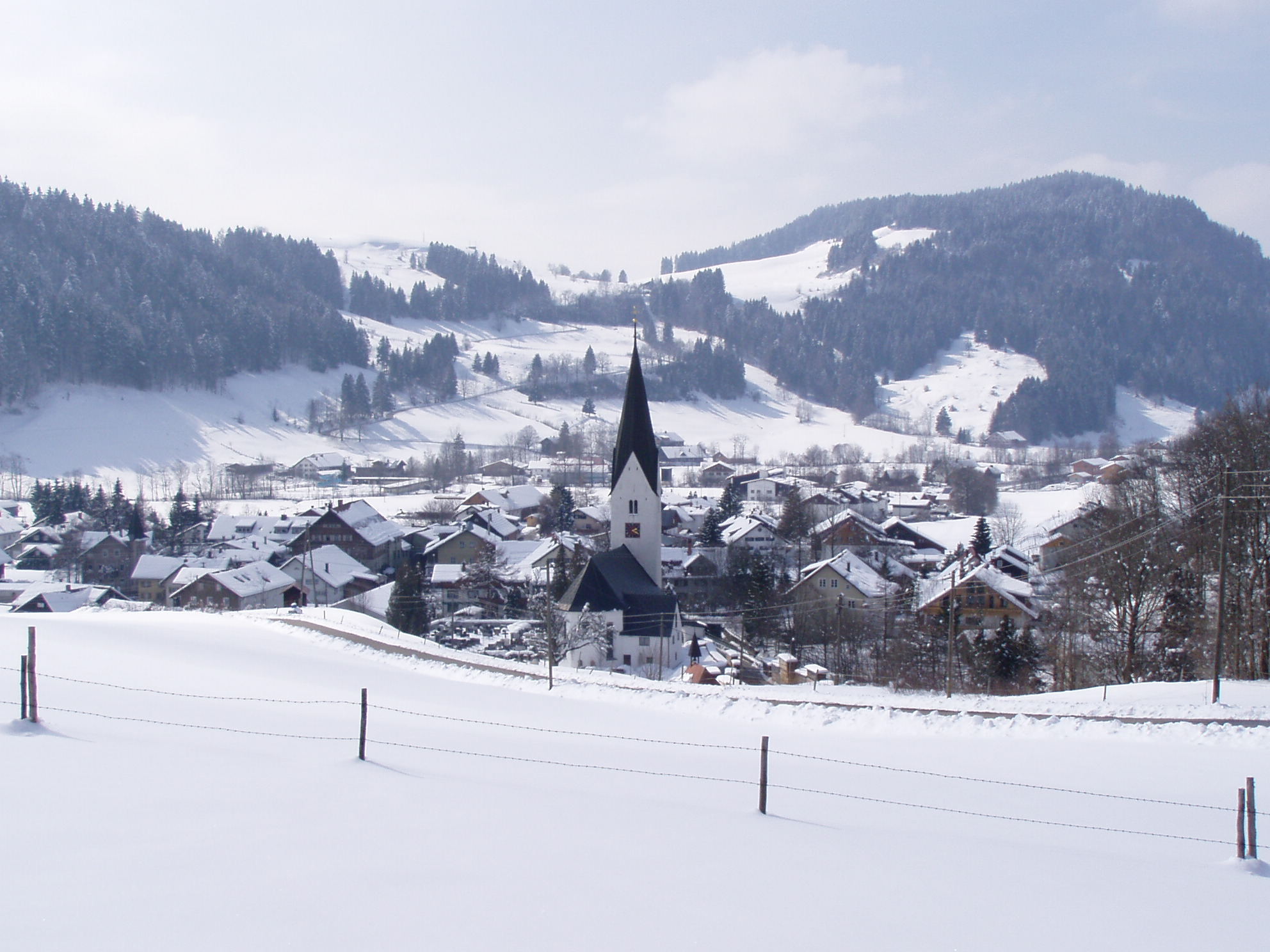
Missen im Winter

## Geschichte
Missen wurde erstmals urkundlich im Jahr 1275 mit der Pfarrei Mussen erwähnt Ab 1504 wurde eine Wolfgang-Kapelle in Missen erwähnt, vermutlich die heutige Martinskirche. 1806 fand die Vereinödung von Missen statt. 1808 wurden drei Alpen im Gebiet Missen gezählt, ab 1830 stieg die Anzahl durch den Einfluss Carl Hirnbeins deutlich.

### Ehemalige Gemeinde
Die ehemalige Gemeinde Missen bestand bis 1959, ehe sie mit der Gemeinde Wilhams zusammengeschlossen wurde. Die Gemeinde Missen bestand aus folgenden Gemeindeteilen:

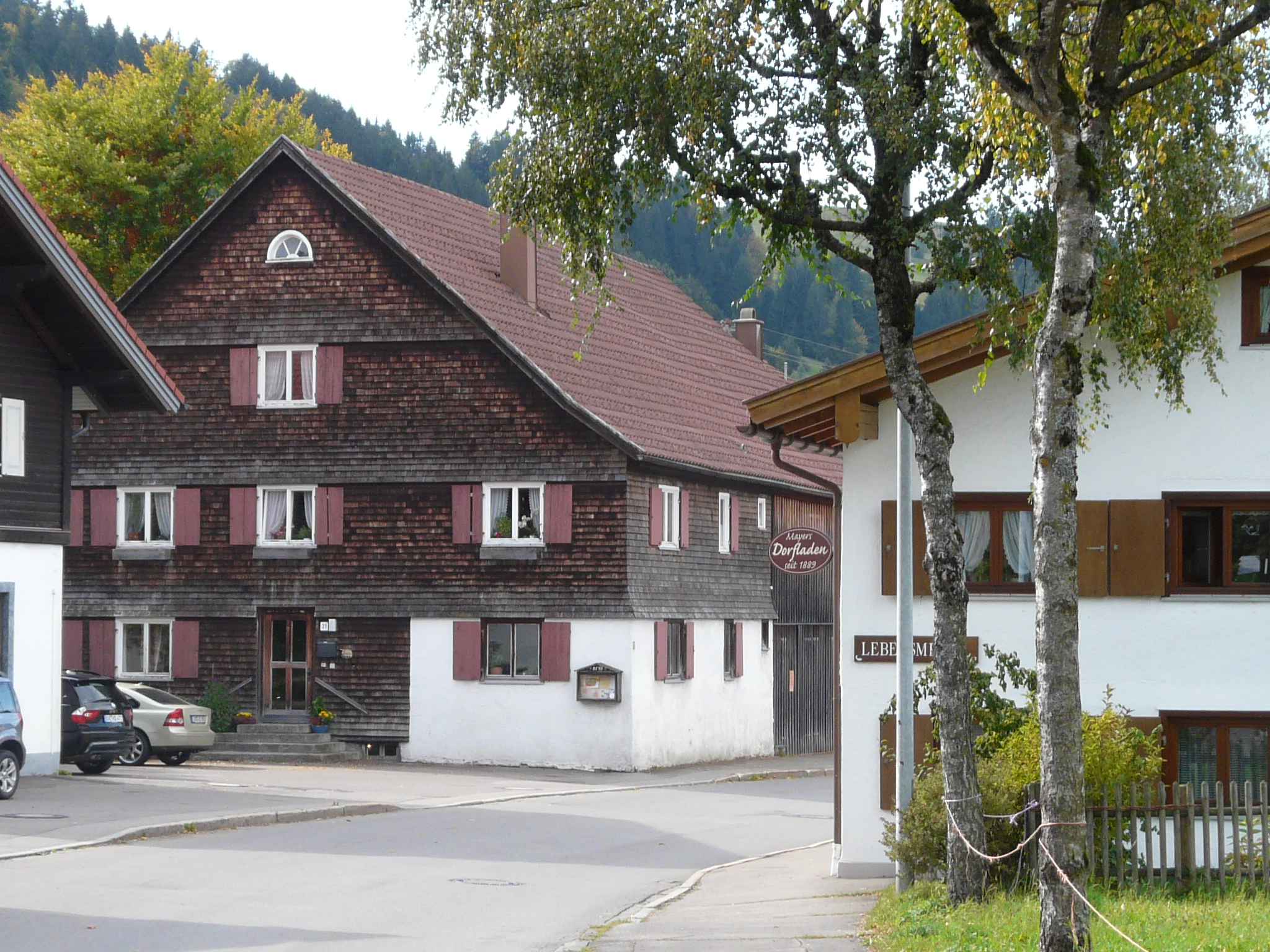
Baudenkmal in Missen

- Berg
- Börlas
- Hinterm Berg
- Missen
- Reichlingen
- Riedern
- Stixner
- hinzu kamen diverse Alpen

## Wirtschaft
In Missen sitzt die Brauerei des Schäffler Bräus.

## Baudenkmäler
- Siehe: Liste der Baudenkmäler in Missen

## Persönlichkeiten
- Wilhelm Widmann (* 1858; † 1939), Kirchenmusiker und Domkapellmeister in Eichstätt
- Dieter Salomon (* 1960), Politiker und ehemaliger Oberbürgermeister der Stadt Freiburg im Breisgau